# Claudio Nigretti
Claudio Javier Nigretti (Buenos Aires, Argentina, 11 de diciembre de 1958) es un entrenador y exfutbolista argentino.

## Trayectoria
Se desempeñó como delantero, y su primer equipo fue Lanús, donde debutó el 19 de febrero de 1978 en un partido frente a Nueva Chicago. En el año 1998 comenzó su carrera como entrenador en Deportivo Laferrere., y en la actualidad es el entrenador del club Talleres de Remedios de Escalada.
En la temporada 1999-2000 consiguió el título de la Primera B Metropolitana con Estudiantes, logrando el ascenso a la Primera B Nacional.
En el año 2003 con Provincial Osorno logró llegar a la Copa Sudamericana, en donde fue eliminado en la primera fase por Universidad Católica.

## Clubes

### Como jugador
| Club                             | País      | Año       |
| -------------------------------- | --------- | --------- |
| Lanús                            | Argentina | 1978-1984 |
| Deportivo Español                | Argentina | 1985-1987 |
| Sportivo Italiano                | Argentina | 1987-1989 |
| Defensores de Belgrano           | Argentina | 1989-1990 |
| Talleres de Remedios de Escalada | Argentina | 1990-1991 |
| Atlético de Rafaela              | Argentina | 1991-1992 |
| Los Andes                        | Argentina | 1992      |
| Villa Dálmine                    | Argentina | 1993      |

### Como entrenador
| Club                             | País      | Año       |
| -------------------------------- | --------- | --------- |
| Deportivo Laferrere              | Argentina | 1998-1999 |
| Estudiantes de Caseros           | Argentina | 2000      |
| San Telmo                        | Argentina | 2001      |
| Juventud Antoniana               | Argentina | 2002      |
| Provincial Osorno                | Chile     | 2003      |
| Deportes Temuco                  | Chile     | 2005      |
| Unión La Calera                  | Chile     | 2007      |
| Atlanta                          | Argentina | 2009      |
| Provincial Osorno                | Chile     | 2010      |
| Talleres de Remedios de Escalada | Argentina | 2012      |